# Partecipanti alla Vuelta a España 2005
Elenco dei partecipanti alla Vuelta a España 2005.
Alla competizione presero parte 22 squadre, ognuna di esse era composta da 9 corridori, per un totale di 198 ciclisti.

## Corridori per squadra
Nota: R ritirato, NP non partito, FT fuori tempo massimo
| Liberty Seguros-Würth Team       | Liberty Seguros-Würth Team       | Liberty Seguros-Würth Team       | Discovery Channel Pro Cycling Team | Discovery Channel Pro Cycling Team | Discovery Channel Pro Cycling Team | Quick Step-Innergetic | Quick Step-Innergetic    | Quick Step-Innergetic |
| -------------------------------- | -------------------------------- | -------------------------------- | ---------------------------------- | ---------------------------------- | ---------------------------------- | --------------------- | ------------------------ | --------------------- |
| 1                                | Roberto Heras                    | S                                | 81                                 | José Azevedo                       | NP 13ª                             | 161                   | Paolo Bettini            | NP 18ª                |
| 2                                | Dariusz Baranowski               | 79º                              | 82                                 | Manuel Beltrán                     | R 13ª                              | 162                   | Tom Boonen               | NP 14ª                |
| 3                                | Joseba Beloki                    | 39º                              | 83                                 | Tom Danielson                      | 7º                                 | 163                   | Kevin De Weert           | 94º                   |
| 4                                | Igor González de Galdeano        | 89º                              | 84                                 | Stijn Devolder                     | 24º                                | 164                   | José Antonio Garrido     | R 10ª                 |
| 5                                | Giampaolo Caruso                 | 59º                              | 85                                 | Leif Hoste                         | R 10ª                              | 165                   | Juan Miguel Mercado      | 9º                    |
| 6                                | Isidro Nozal                     | R 10ª                            | 86                                 | Benoît Joachim                     | NP 13ª                             | 166                   | Jurgen Van Goolen        | 48º                   |
| 7                                | Michele Scarponi                 | 11º                              | 87                                 | Benjamín Noval                     | 58º                                | 167                   | José Antonio Pecharromán | FT 12ª                |
| 8                                | Marcos Serrano                   | 19º                              | 88                                 | Michael Barry                      | 56º                                | 168                   | Guido Trenti             | NP 18ª                |
| 9                                | Ángel Vicioso                    | 47º                              | 89                                 | Max van Heeswijk                   | R 10ª                              | 169                   | Rik Verbrugghe           | 80º                   |
| Phonak Hearing Systems           | Phonak Hearing Systems           | Phonak Hearing Systems           | Domina Vacanze                     | Domina Vacanze                     | Domina Vacanze                     | Rabobank              | Rabobank                 | Rabobank              |
| 11                               | Santiago Botero                  | R 11ª                            | 91                                 | Simone Cadamuro                    | R 6ª                               | 171                   | Denis Men'šov            | 1º                    |
| 12                               | Martin Elmiger                   | 86º                              | 92                                 | Alessandro Cortinovis              | 82º                                | 172                   | Jan Boven                | R 6ª                  |
| 13                               | Santos González                  | NP 18ª                           | 93                                 | Matej Jurčo                        | R 18ª                              | 173                   | Bram de Groot            | 67º                   |
| 14                               | José Ignacio Gutiérrez           | 77º                              | 94                                 | Angelo Furlan                      | R 3ª                               | 174                   | Mathew Hayman            | R 11ª                 |
| 15                               | José Enrique Gutiérrez           | R 5ª                             | 95                                 | Sergio Ghisalberti                 | 92º                                | 175                   | Pedro Horrillo           | 105º                  |
| 16                               | Floyd Landis                     | R 6ª                             | 96                                 | Ruslan Ivanov                      | R 10ª                              | 176                   | Aleksandr Kolobnev       | 54º                   |
| 17                               | Miguel Á. Martín Perdiguero      | R 18ª                            | 97                                 | Mirco Lorenzetto                   | R 5ª                               | 177                   | Niels Scheuneman         | NP 13ª                |
| 18                               | Víctor Hugo Peña                 | 27º                              | 98                                 | Rafael Nuritdinov                  | 119º                               | 178                   | Jukka Vastaranta         | R 15ª                 |
| 19                               | Óscar Pereiro                    | 25º                              | 99                                 | Luca Solari                        | R 6ª                               | 179                   | Thorwald Veneberg        | 91º                   |
| Illes Balears-Caisse d'Epargne   | Illes Balears-Caisse d'Epargne   | Illes Balears-Caisse d'Epargne   | Euskaltel-Euskadi                  | Euskaltel-Euskadi                  | Euskaltel-Euskadi                  | Relax-Fuenlabrada     | Relax-Fuenlabrada        | Relax-Fuenlabrada     |
| 21                               | Francisco Mancebo                | 3º                               | 101                                | Aitor González                     | R 18ª                              | 181                   | Nacor Burgos             | 70º                   |
| 22                               | José Vicente García              | 71º                              | 102                                | Markel Irizar                      | R 11ª                              | 182                   | Moisés Dueñas            | 46º                   |
| 23                               | José Iván Gutiérrez              | NP 9ª                            | 103                                | Gorka González                     | 42º                                | 183                   | José Miguel Elías        | 30º                   |
| 24                               | Joan Horrach                     | 26º                              | 104                                | Roberto Laiseka                    | 21º                                | 184                   | Xavier Florencio         | 98º                   |
| 25                               | Francisco Pérez                  | 52º                              | 105                                | David López García                 | 75º                                | 185                   | Jorge García             | 61º                   |
| 26                               | Pablo Lastras                    | 19º                              | 106                                | Egoi Martínez                      | 45º                                | 186                   | Josep Jufré              | 14º                   |
| 27                               | Mikel Pradera                    | 74º                              | 107                                | Iban Mayo                          | R 5ª                               | 187                   |                          |                       |
| 28                               | Aitor Osa                        | R 10ª                            | 108                                | Aketza Peña                        | 96º                                | 188                   | Luis Pasamontes          | 28º                   |
| 29                               | Unai Osa                         | 17º                              | 109                                | Samuel Sánchez                     | 10º                                | 189                   | Freddy González          | R 13ª                 |
| Bouygues Télécom                 | Bouygues Télécom                 | Bouygues Télécom                 | Fassa Bortolo                      | Fassa Bortolo                      | Fassa Bortolo                      | Saunier Duval-Prodir  | Saunier Duval-Prodir     | Saunier Duval-Prodir  |
| 31                               | Anthony Charteau                 | 74º                              | 111                                | Fabio Baldato                      | 116º                               | 191                   | David Cañada             | R 19ª                 |
| 32                               | Sébastien Chavanel               | R 17ª                            | 112                                | Juan Antonio Flecha                | R 10ª                              | 192                   | Ángel Gómez              | 68º                   |
| 33                               | Yohann Gène                      | 126º                             | 113                                | Lorenzo Bernucci                   | 85º                                | 193                   | Íñigo Cuesta             | 29º                   |
| 34                               | Pierrick Fédrigo                 | R 10ª                            | 114                                | Alberto Ongarato                   | 78º                                | 194                   | David de la Fuente       | NP 14ª                |
| 35                               | Anthony Geslin                   | NP 18ª                           | 115                                | Alessandro Petacchi                | 88º                                | 195                   | Rafael Casero            | 51º                   |
| 36                               | Christophe Kern                  | R 18ª                            | 116                                | Fabio Sacchi                       | NP 17ª                             | 196                   | Leonardo Piepoli         | 35º                   |
| 37                               | Franck Renier                    | FT 6ª                            | 117                                | Julián Sánchez Pimienta            | 32º                                | 197                   | Joaquim Rodríguez        | 37º                   |
| 38                               | Thomas Voeckler                  | 101º                             | 118                                | Matteo Tosatto                     | NP 18ª                             | 198                   | Francisco Ventoso        | 93º                   |
| 39                               | Unai Yus                         | NP 10ª                           | 119                                | Marco Velo                         | NP 20ª                             | 199                   | Constantino Zaballa      | 58º                   |
| Comunidad Valenciana-Elche       | Comunidad Valenciana-Elche       | Comunidad Valenciana-Elche       | Française des Jeux                 | Française des Jeux                 | Française des Jeux                 | Team CSC              | Team CSC                 | Team CSC              |
| 41                               | Ángel Casero                     | R 10ª                            | 121                                | Ludovic Auger                      | R 6ª                               | 201                   | Carlos Sastre            | 2º                    |
| 42                               | David Bernabéu                   | 49º                              | 122                                | Frédéric Guesdon                   | R 11ª                              | 202                   | Manuel Calvente          | 22º                   |
| 43                               | David Blanco                     | 12º                              | 123                                | Bernhard Eisel                     | R 6ª                               | 203                   | Linus Gerdemann          | 72º                   |
| 44                               | Adolfo García Quesada            | 34º                              | 124                                | Frédéric Finot                     | 122º                               | 204                   | Allan Johansen           | 123º                  |
| 45                               | Carlos García Quesada            | 4º                               | 125                                | Bradley McGee                      | R 11ª                              | 205                   | Giovanni Lombardi        | 114º                  |
| 46                               | Eladio Jiménez                   | 36º                              | 126                                | Ian McLeod                         | 108º                               | 206                   | Andrea Peron             | 64º                   |
| 47                               | David Latasa                     | 70º                              | 127                                | Jérémy Roy                         | 81º                                | 207                   | Jakob Piil               | R 12ª                 |
| 48                               | Javier Pascual Rodríguez         | 41º                              | 128                                | Benoît Vaugrenard                  | 125º                               | 208                   | Nicki Sørensen           | 38º                   |
| 49                               | Rubén Plaza                      | 5º                               | 129                                | Jussi Veikkanen                    | R 3ª                               | 209                   | Christian Vande Velde    | 31º                   |
| Cofidis, Le Crédit par Téléphone | Cofidis, Le Crédit par Téléphone | Cofidis, Le Crédit par Téléphone | Gerolsteiner                       | Gerolsteiner                       | Gerolsteiner                       | T-Mobile Team         | T-Mobile Team            | T-Mobile Team         |
| 51                               | Daniel Atienza                   | 16º                              | 131                                | René Haselbacher                   | 121º                               | 211                   | Óscar Sevilla            | 6º                    |
| 52                               | Leonardo Bertagnolli             | R 15ª                            | 132                                | Heinrich Haussler                  | 53º                                | 212                   | Rolf Aldag               | 43º                   |
| 53                               | Jimmy Casper                     | 124º                             | 133                                | Sven Montgomery                    | 87º                                | 213                   | Marcus Burghardt         | 76º                   |
| 54                               | Arnaud Coyot                     | 112º                             | 134                                | Volker Ordowski                    | 106º                               | 214                   | André Korff              | 115º                  |
| 55                               | Bingen Fernández                 | 33º                              | 135                                | Uwe Peschel                        | 102º                               | 215                   | Andreas Klier            | 108º                  |
| 56                               | Christophe Edaleine              | R 11ª                            | 136                                | Matthias Russ                      | R 15ª                              | 216                   | Bernhard Kohl            | 110º                  |
| 57                               | Hervé Duclos-Lassalle            | 118º                             | 137                                | Torsten Schmidt                    | R 6ª                               | 217                   | Francisco José Lara      | NP 16ª                |
| 58                               | Luis Pérez Rodríguez             | R 11ª                            | 138                                | Marcel Strauss                     | R 10ª                              | 218                   | Daniele Nardello         | 44º                   |
| 59                               | Staf Scheirlinckx                | 84º                              | 139                                | Thomas Ziegler                     | 65º                                | 219                   | Erik Zabel               | 62º                   |
| Crédit Agricole                  | Crédit Agricole                  | Crédit Agricole                  | Lampre-Caffita                     | Lampre-Caffita                     | Lampre-Caffita                     |                       |                          |                       |
| 61                               | Francesco Bellotti               | R 13ª                            | 141                                | Gilberto Simoni                    | 50º                                |                       |                          |                       |
| 62                               | Aleksandr Bočarov                | 20º                              | 142                                | Giosuè Bonomi                      | R 6ª                               |                       |                          |                       |
| 63                               | Julian Dean                      | R 15ª                            | 143                                | Giuliano Figueras                  | R 2ª                               |                       |                          |                       |
| 64                               | Thor Hushovd                     | R 11ª                            | 144                                | Juan Manuel Fuentes                | 55º                                |                       |                          |                       |
| 65                               | Sébastien Joly                   | R 7ª                             | 145                                | Gerrit Glomser                     | NP 12ª                             |                       |                          |                       |
| 66                               | Christophe Le Mével              | 66º                              | 146                                | Marco Marzano                      | 100º                               |                       |                          |                       |
| 67                               | Éric Leblacher                   | R 10ª                            | 147                                | Andreas Matzbacher                 | 90º                                |                       |                          |                       |
| 68                               | Benoît Poilvet                   | NP 11ª                           | 148                                | Sylwester Szmyd                    | 23º                                |                       |                          |                       |
| 69                               | Nicolas Vogondy                  | 63º                              | 149                                | Francisco Vila                     | R 13ª                              |                       |                          |                       |
| Davitamon-Lotto                  | Davitamon-Lotto                  | Davitamon-Lotto                  | Liquigas-Bianchi                   | Liquigas-Bianchi                   | Liquigas-Bianchi                   |                       |                          |                       |
| 71                               | Mauricio Ardila                  | 7º                               | 151                                | Magnus Bäckstedt                   | 111º                               |                       |                          |                       |
| 72                               | Bart Dockx                       | 95º                              | 152                                | Patrick Calcagni                   | 40º                                |                       |                          |                       |
| 73                               | Nick Gates                       | 120º                             | 153                                | Mauro Gerosa                       | 103º                               |                       |                          |                       |
| 74                               | Mario Aerts                      | 15º                              | 154                                | Marcus Ljungqvist                  | 113º                               |                       |                          |                       |
| 75                               | Koos Moerenhout                  | 13º                              | 155                                | Devis Miorin                       | 109º                               |                       |                          |                       |
| 76                               | Gert Steegmans                   | 104º                             | 156                                | Oscar Mason                        | R 4ª                               |                       |                          |                       |
| 77                               | Tom Steels                       | R 13ª                            | 157                                | Matej Mugerli                      | 99º                                |                       |                          |                       |
| 78                               | Léon van Bon                     | 97º                              | 158                                | Charles Wegelius                   | 60º                                |                       |                          |                       |
| 79                               | Preben Van Hecke                 | 83º                              | 159                                | Marco Zanotti                      | 117º                               |                       |                          |                       |

## Ciclisti per nazione
Le nazionalità rappresentate nella manifestazione sono 26; in tabella il numero dei ciclisti suddivisi per la propria nazione di appartenenza:
| Numero ciclisti | Nazione |
| --------------- | --- |
| 72              | Spagna |
| 30              | Italia |
| 22              | Francia |
| 12              | Belgio, Germania                                                                                                |
| 7               | Paesi Bassi |
| 5               | Austria, Stati Uniti                                                                                            |
| 4               | Colombia, Svizzera                                                                                              |
| 3               | Australia, Danimarca, Russia                                                                                    |
| 2               | Finlandia, Polonia, Svezia                                                                                      |
| 1               | Canada, Gran Bretagna, Lussemburgo, Moldavia, Norvegia, Portogallo, Slovacchia, Slovenia, Sudafrica, Uzbekistan |